# 乐为金融
乐视金融，是乐视集团旗下的一个互联网金融公司，首席执行官是王永利，他还兼任乐视控股高级副总裁。乐视金融被视为“乐视七大生态系统”中的一环。

## 概述
2015年8月，乐视集团宣布成立乐视金融，从事网络化金融，将支付、账户、理财、消费信贷、生态链金融、众筹等业务有机的融合到乐视生态场景中，基于乐视云计算、大数据的技术优势和不断扩大的用户基础，推进娱乐金融化、金融视频化，从而全方位提升乐视生态整体实力。
2016年3月，乐视在重庆成立了乐视（重庆）小额贷款有限公司，开始正式在互联网金融领域布局，其中重庆市政府参与投资。乐视金融的信贷业务主要以供应链金融、消费金融、小微金融、汽车金融为核心。同月28日，乐视金融成立区块链实验室，是中国区块链研究联盟创始成员。2016年7月，乐视金融打造的金融销售与交易平台开始公测。2016年9月19日，乐视金融36小时的交易额超4.1亿元。
2016年10月13日，王永利曾赴太原，拜会山西省副省长王一新、太原市市长耿彦波、山西省金融办主任郭保民、山西银监局局长张安顺；并开始与山西省人民政府开始合作办理银行业务。
2017年起樂視集團財務危機爆發後，乐为金融將100%股權，當初投入約30億人民幣，以砍半作價約14億抵債給母公司。